# Gabinetto di fisica di Alessandro Volta

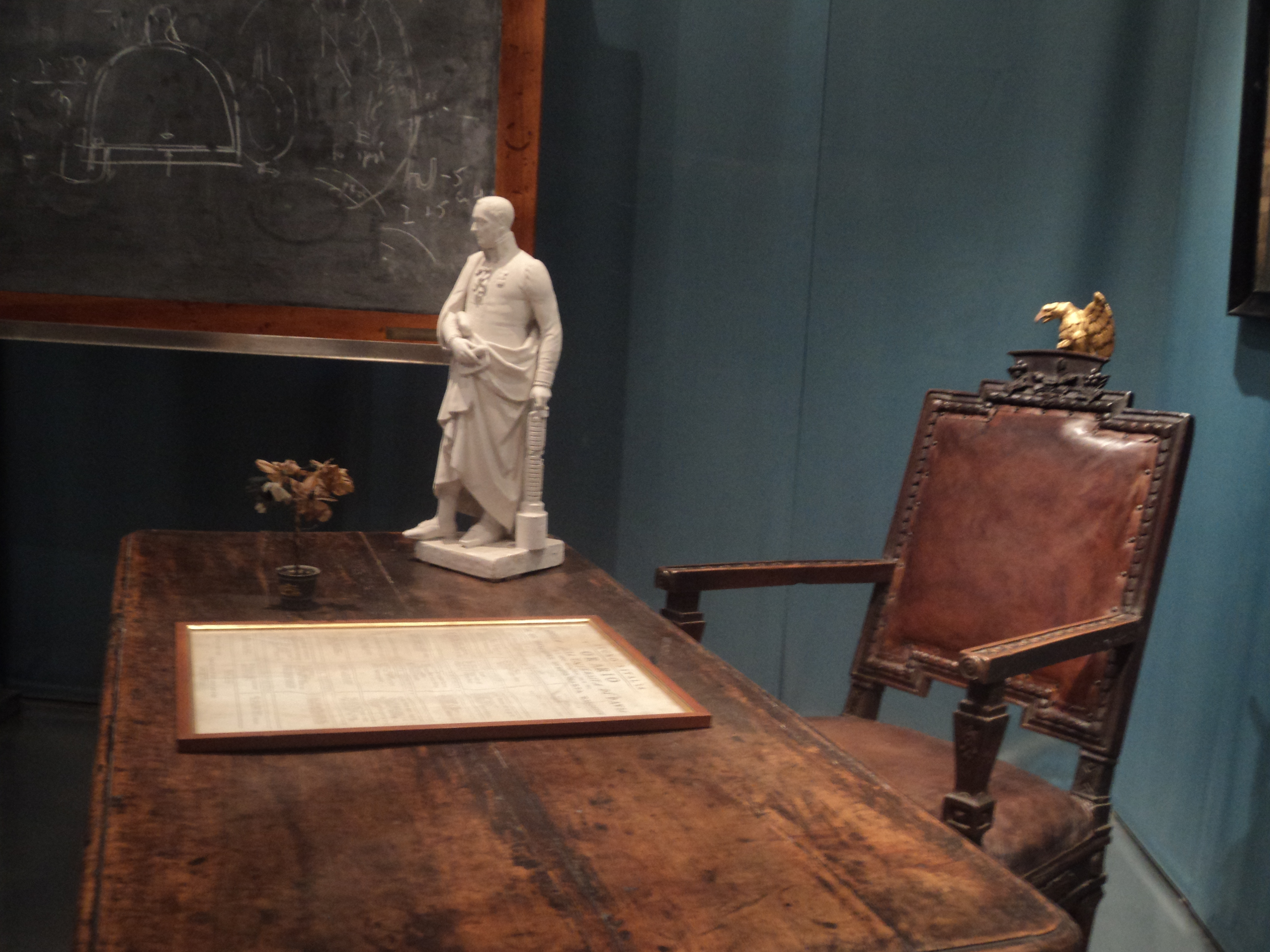
Cattedra e lavagna di Alessandro Volta nel Gabinetto di fisica

Il Gabinetto di fisica di Alessandro Volta fa parte del Museo per la storia dell’Università di Pavia, 
fondato nel 1932 con sede nel Palazzo centrale. Negli anni immediatamente successivi alla creazione, a causa di una ristrutturazione edilizia dell'Università, l'Istituto di fisica Alessandro Volta dalla sua sede originaria venne trasferito alla periferia di Pavia. In questa occasione si venne a formare la sezione di fisica del Museo stesso, costituita dai circa 800 strumenti di fisica del XVIII e XIX secolo che appartenevamo all'Istituto.

## Il Gabinetto di fisica dell'Università di Pavia prima di Volta
Il primo direttore del Gabinetto di Pavia fu il padre scolopio Carlo Barletti (1735-1800) che alla fine del 1772 venne nominato professore di fisica sperimentale all'Università. Al momento dell'arrivo di Barletti a Pavia, la collezione degli strumenti era molto povera e in cattivo stato di conservazione. Nel 1773 egli trascorse un periodo a Firenze, dove ebbe l'occasione di visitare il Gabinetto del granduca di Toscana e di rimanerne profondamente impressionato. Stimolato da questa visita e dagli incontri con Felice Fontana, Barletti approfondì i suoi studi e riorganizzò il Gabinetto dell'Università, in cui poteva conservare gli strumenti ed effettuare gli esperimenti.
Da un primo inventario del 1776 si può vedere che la collezione era composta da circa 200 strumenti, tra i quali se ne annoverano alcuni di epoca precedente alla creazione del Gabinetto, altri provenienti dal famoso lecturer-demonstrator e costruttore di strumenti inglese Benjamin Martin, altri ancora provenivano dal costruttore di strumenti Selva di Venezia e da Angelo Zanatta di Torino

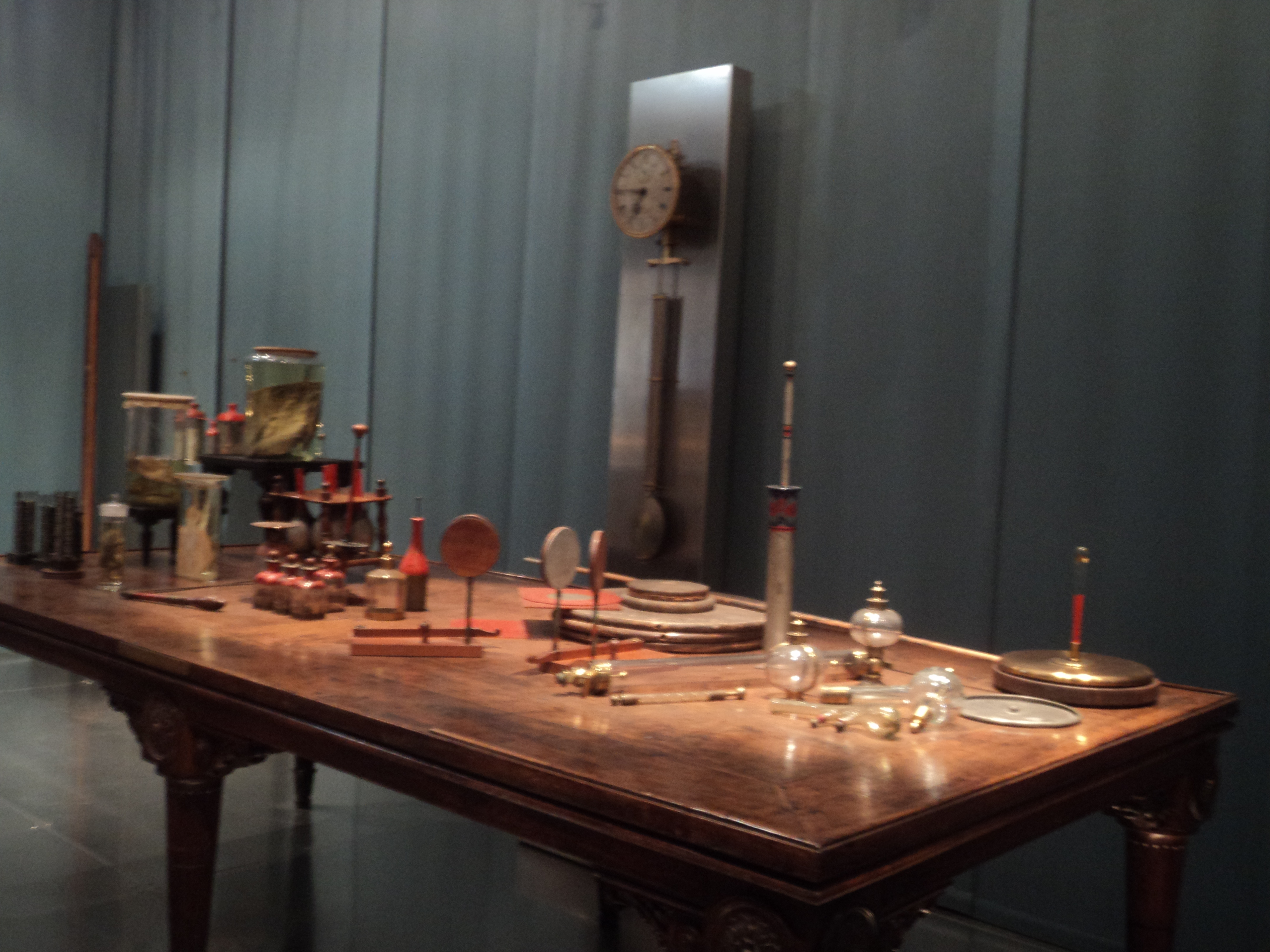
Strumenti di Alessandro Volta nel Gabinetto di fisica. Si vedono, tra gli altri, l'elettroforo e l'eudiometro.

## Il Gabinetto di fisica dell'Università di Pavia con Volta
Alessandro Volta (1745-1827) fu nominato professore di fisica sperimentale all'Università di Pavia alla fine del 1778. La fisica sperimentale riguardava fenomeni concernenti elettricità, magnetismo, calore, pneumatica, acustica, meteorologia e ottica. In quel momento le sue ricerche e le sue invenzioni (l'elettroforo perpetuo, la pistola elettrica) erano ben note alla comunità scientifica e questo lo rese una personalità importante nello scenario scientifico europeo. Volta operò all'Università di Pavia dal 1778 al 1819 come professore di fisica sperimentale e sotto la sua direzione il Gabinetto iniziò la sua trasformazione in laboratorio di fisica.

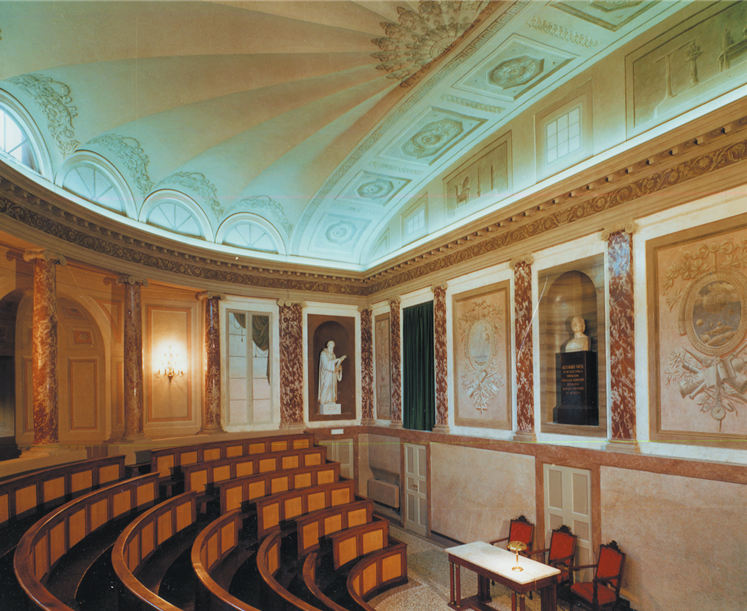
Università di Pavia, aula Volta.

L'intenzione di Volta era di costituire un importante gabinetto di fisica a Pavia. Un requisito per realizzare questa ambizione era di disporre di una vasta collezione di strumenti di laboratorio, di cui l'Università all'epoca era scarsamente fornita: nel 1775 si contavano circa 200 strumenti. Durante il XVIII e per la maggior parte del XIX secolo la produzione di strumenti scientifici e di precisione in Italia era carente: gli artigiani esperti erano pochissimi ed era in ogni caso impossibile ottenere strumentazione ottica sofisticata. Volta si procurò gli strumenti importandoli direttamente da Londra e Parigi, i maggiori centri di produzione di strumenti di precisione. Con la graduale introduzione di nuovi strumenti il gabinetto di fisica iniziò a prendere forma e già nel 1780 era ormai diventato un posto alla moda in cui ospiti locali e stranieri si radunavano per osservare gli esperimenti ed ascoltare le spiegazioni di Volta. Alcuni anni dopo Volta desiderò realizzare un teatro di fisica, ossia uno spazio più grande che potesse essere anche una splendida sala per l'esposizione degli strumenti, oltre che un'aula per insegnare e sperimentare. Il progetto, affidato dall'imperatore Giuseppe II a Leopoldo Pollack fu completato nel 1788, con la costruzione di un'aula ad anfiteatro per circa 150-200 persone. L'aula esiste ancora oggi: è chiamata aula Volta ed è regolarmente utilizzata dall'Università di Pavia. Nel 1819, l'anno dell'ultimo inventario firmato da Volta, nel Gabinetto di fisica si contavano circa 600 strumenti.

## Gli strumenti del Gabinetto di Volta oggi

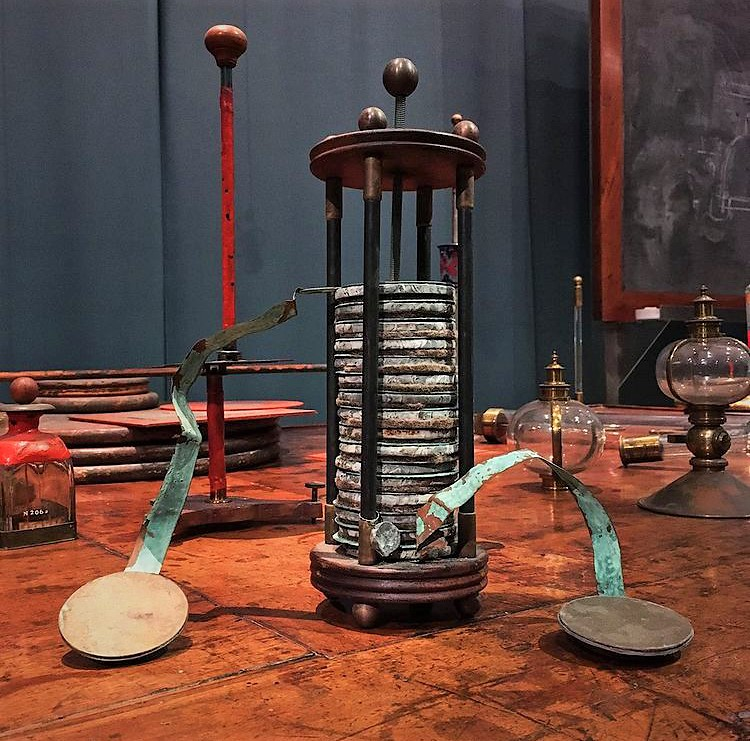
La pila di Volta, conservata nel gabinetto.

Nei primi decenni del XIX secolo il Gabinetto era considerato un'attrazione turistica per i viaggiatori che visitavano l'Università, e nel 1819 Malaspina gli dedicò una lunga menzione nella sua Guida di Pavia.
Per molto tempo nel Novecento soltanto alcuni degli strumenti elettrici di Volta vennero considerati importanti; solo a partire dagli anni '80, un attento studio della collezione ha permesso di rivalutare e comprendere meglio che cosa Volta avesse a disposizione nel suo Gabinetto. Purtroppo, molti strumenti sono andati perduti, distrutti, danneggiati o scartati durante il XIX e il XX secolo. Non è stato sempre un compito semplice determinare la corrispondenza tra gli strumenti e le descrizioni dei vecchi inventari e riuscire a datare i diversi oggetti. Nonostante queste difficoltà la ricostruzione del Gabinetto di fisica, in occasione del bicentenario dell'invenzione della pila, consente ugualmente di apprezzare quello che fu il laboratorio di Volta, restituendogli parte dell'antico splendore e della meraviglia che suscitava nei numerosi visitatori italiani e stranieri.